# Thác Gougah

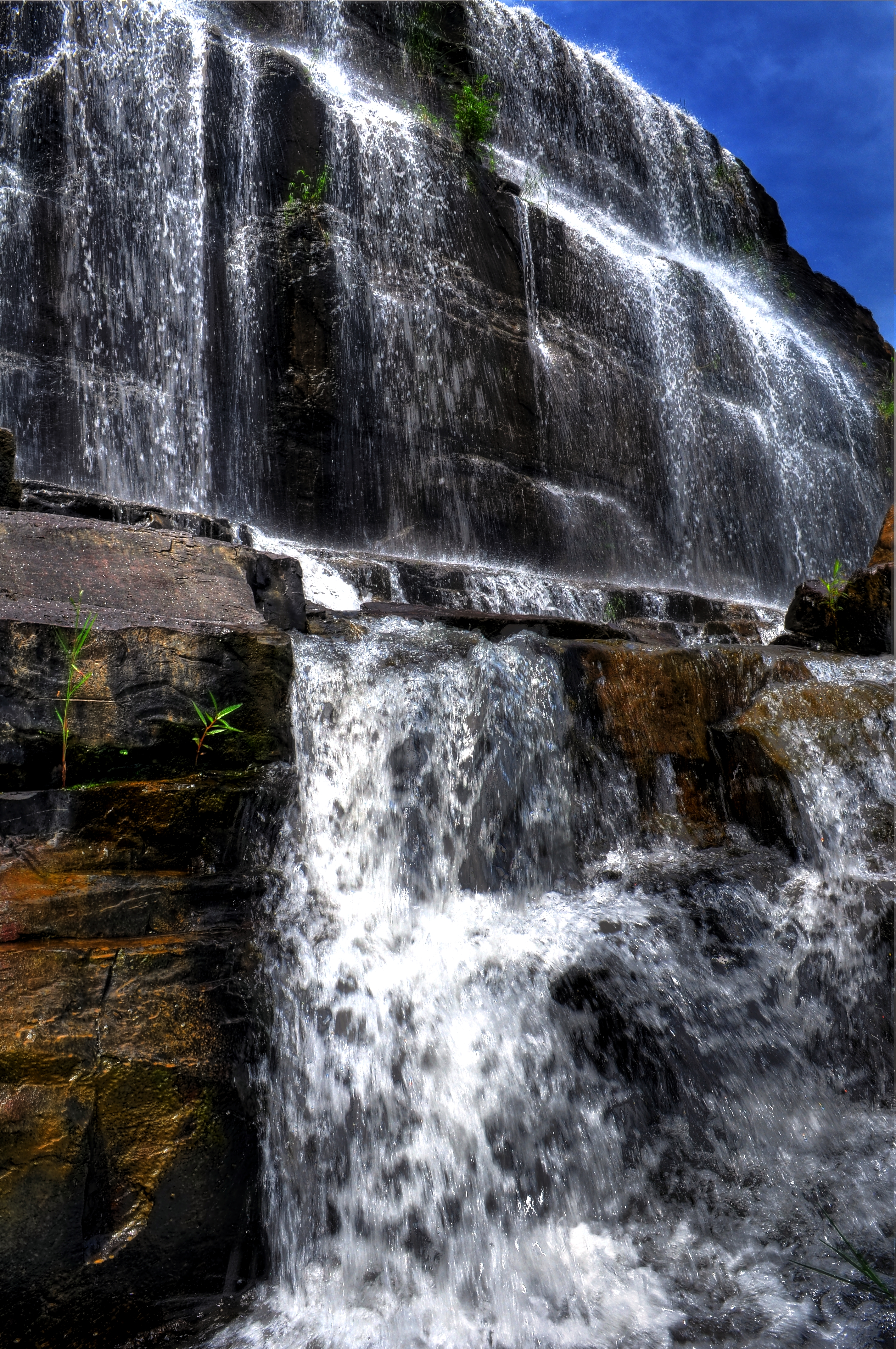
Thác Gougah

Thác Gougah còn có tên gọi là thác Ổ Gà (do người dân ở đây họ không gọi là thác "Gougah" mà họ gọi là thác "Ô Ga", lúc đó đường sá ở đây hư hỏng, chưa trải nhựa, mặt đường có nhiều lỗ hỏng - thường gọi là ổ gà. Vậy nên người dân ở đây hay nói đùa là thác ổ gà, từ đó quen miệng gọi thác này là thác "ổ gà"), thuộc địa bàn xóm Chung, xã Phú Hội, huyện Đức Trọng, Lâm Đồng. Thác Gougah nằm sát quốc lộ 20 cách Đà Lạt chừng 37 km.
Thác Gougah được tạo thành bởi dòng Đa Nhim chảy qua thị trấn Liên Nghĩa, đến địa phận xã Phú Hội gặp đứt gãy và đổ xuống độ sâu 30m.
Tuy đã được xếp hạng di tích quốc gia nhưng hiện nay, thác đã biến mất do ngập nước từ đập nước của nhà máy thủy điện Đại Ninh, cuối năm 2008 Sở VH-TT tỉnh Lâm Đồng đã gửi văn thư đề nghị Ủy ban nhân dân tỉnh cho phép tham mưu để Bộ Văn hóa Thông tin thu hồi giấy phép xếp hạng .

## Truyền thuyết
Theo các truyện cổ Nam Tây Nguyên thì xưa kia Gougah vốn là một vực sâu kho báu của hoàng hậu Naf Biút (nước Chiêm Thành - Chăm). Naf Biút vốn người Việt, lấy vua Chăm, nàng được vua rất sủng ái, để chữa bệnh cho nàng có quần thần tâu phải xây một cung điện ngoài vương quốc Chămpa để hoàng hậu dưỡng bệnh và vua Chăm đã chấp thuận. Về sau hoàng hậu mất, nhà vua cho chôn cất ở nơi hoang dã ấy và cho chôn theo một kho tàng vàng, ngọc để hoàng hậu dùng.